# Dangerously in Love Tour
Dangerously in Love Tour - první sólové koncertní turné americké zpěvačky Beyoncé, kde propagovala album Dangerously in Love. Turné začalo v listopadu 2003 a zpěvačka vystoupila ve třech evropských státech.
Koncertní scéna se skládala z velké LED obrazovky. na této obrazovce se během koncertů pouštěly videa Beyoncé a tanečníků. Na scéně byly také malé schody a dvě platformy. 
Seznam písní se neskládal pouze z desky Dangerously in Love, ale obsahoval i speciální část věnovanou Destiny Child. 

## Seznam písní
1. "Baby Boy"
2. "Naughty Girl"
3. "Fever"
4. "Hip-Hop Star"
5. "Yes"
6. "Work It Out"
7. "Gift from Virgo"
8. "Be with You"
9. "Speechless"
10. Destiny Child Medley:
  1. "Bug a Boo"
  2. "No, No, No Part 2"
  3. "Bootylicious"
  4. "Jumpin', Jumpin'"
  5. "Say My Name"
  6. "Independent Women Part I"
  7. "'03 Bonnie & Clyde"
  8. "Survivor"
11. "Me, Myself and I"
12. "Summertime"
13. "Dangerously in Love 2"
14. "Crazy in Love"

## Termíny koncertů
| Datum             | Město      | Země           | Místo                          |
| ----------------- | ---------- | -------------- | ------------------------------ |
| 3. listopad 2003  | Manchester | Velká británie | Manchester Evening News Arena. |
| 7. listopad 2003  | Sheffield  | Velká británie | Sheffield Arena                |
| 9 listopad 2003   | Newcastle  | Velká británie | Metro Radio Arena.             |
| 10. listopad 2003 | Londýn     | Velká británie | Wembley Arena.                 |
| 11. listopad 2003 | Londýn     | Velká británie | Wembley Arena.                 |
| 13 listopad 2003  | Birmingham | Velká británie | National Exhibition Centre.    |
| 14. listopad 2003 | Belfast    | Velká británie | Odyssey Arena.                 |
| 15. listopad 2003 | Dublin     | Irsko          | The Point                      |
| 19. listopad 2003 | Amsterdam  | Nizozemsko     | Heineken Music Hall.           |

## DVD
10. listopadu 2003 vystoupila Beyoncé v londýnské Wembley aréně. V dubnu 2004 byl záznam z tohoto koncertu vydán na CD/DVD. V USA se záznam prodal ve 264.000 kopiích a získal 2x platinové ocenění.